# 连接组

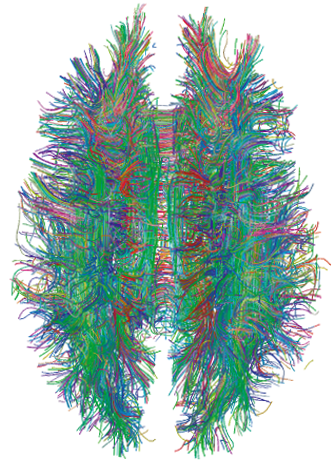
磁共振成像下人类大脑白质的神经纤维束。

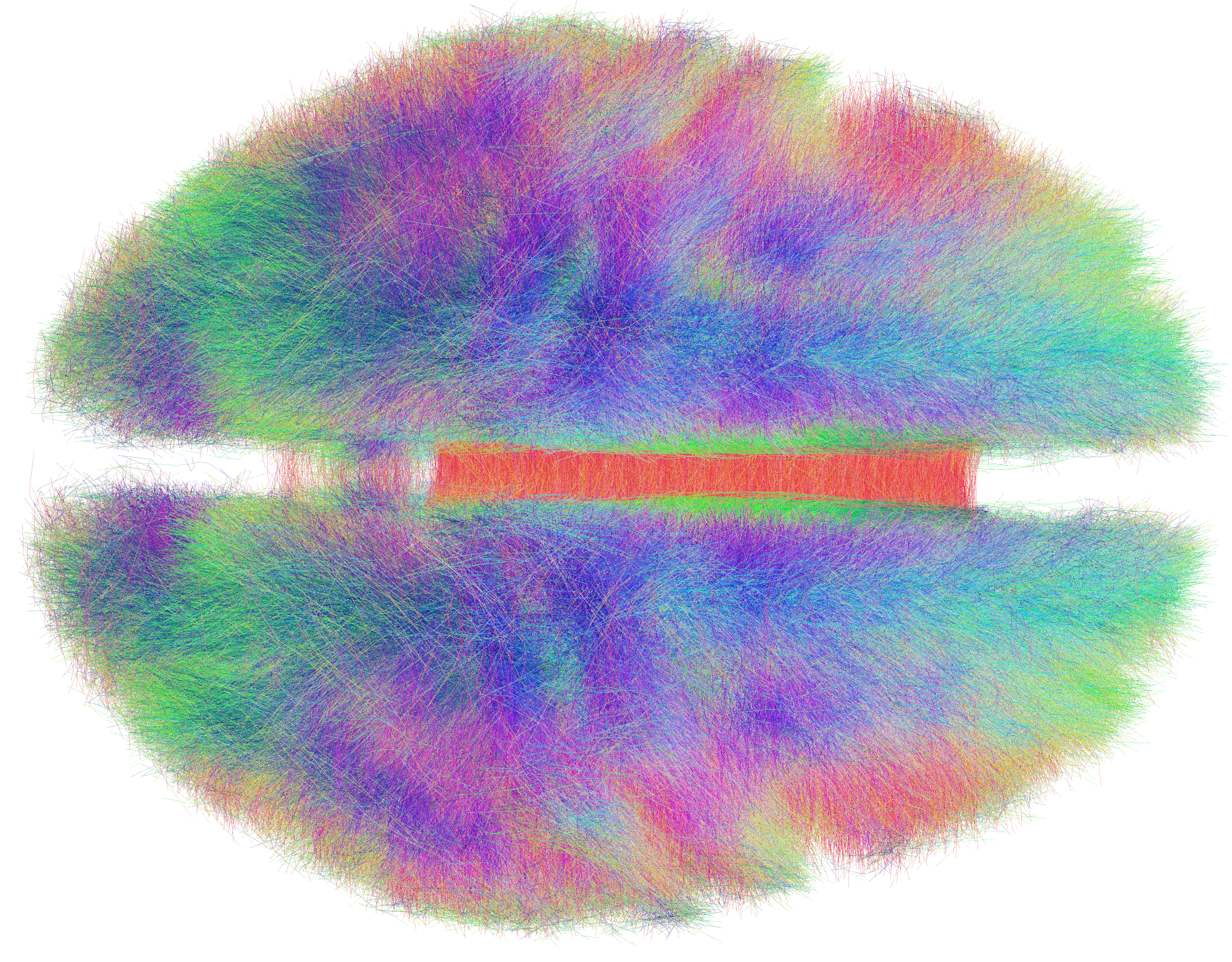
基于20个科目的连接组群体的渲染图。 通过在行进方向上（分别映射到三原色颜色的xyz方向），对构成人脑白质结构的解剖纤维进行可视化颜色编码。 纤维的可视化是使用TrackVis软件完成的。

连接组（英語：Connectome）是大脑中神经连接的综合图，可以被认为是其“接线图”。 更广泛地说，连接组将包括生物体神经系统内所有神经连接的映射。
连接组的产生和研究，称为连接组学（英語：Connectomics），可以从生物体的部分或全部神经系统内的全套神经元和突触的详细图谱到宏观尺度描述之间的功能和结构连接的范围。 所有皮质区和皮质区下一级结构。 术语“连接组”主要用于捕获，绘制和理解大脑内神经相互作用的组织的科学努力。
研究成功构建了一种动物的完整连接组有： 线虫动物门的秀丽隐杆线虫，开始于怀特（White），布伦纳（Brenner）等人，在1986年发表的第一张电子显微照片。基于这项开创性的工作，阿查科索（Achacoso）和山本（Yamamoto）于1992年以书本的形式出版了线虫的第一个连接组（后来被作者称为“神经回路数据库（neural circuitry database）”，并附有软磁盘）， 阿查科索于1989年在3年前的医学护理计算机应用研讨会（SCAMC）上提出并发表了有关其连接组的计算机表示的信息。布伦纳承认阿查科索的书的出版。对于进一步的秀丽隐杆线虫连接组的神经网络表征，是被阿查科索和山本于1992年完成。该研究工作被进一步追求并做完善是由Varshney等人（2011年），和库克（Cook）等人（2019年）做的。还成功构建了小鼠视网膜和小鼠初级视觉皮层的部分的连接组。 其他的重建，例如Bock等人的2011年完整的12TB数据集，可通过诸如NeuroData等服务公开获得。
连通组学的最终目标是绘制人脑。 这项工作是由美国国立卫生研究院（NIH）赞助的人类连接组计划(Human Connectome Project)推动的，该项目的重点是在健康的，活着的成年人中建立人脑的网络图。

## 在多个尺度上
大脑网络可以在不同尺度的级别上被定义，这与大脑成像中的空间分辨率级别相对应（Kötter，2007； Sporns，2010）。 这些尺度可以大致分为微观尺度，介观尺度(mesoscale)和宏观尺度。 最终，有可能将以不同尺度水平上所获得的连接组图谱合并到给定物种的神经组织的单个层次结构图中，该图谱范围从单个神经元到神经元种群再到更大的系统（如皮质区域）。 鉴于从主要实验数据推断连通性所涉及的方法学不确定性，并且鉴于不同个体的连接组可能存在较大差异，因此任何统一的图都可能依赖于连通性数据的概率性表示（Olaf Sporns等人，2005年）。
在“微米级”（微米分辨率）上绘制连接组映射图意味着要建立神经系统的完整图谱，一个神经元接一个神经元的建立。这样做的挑战变得显而易见：在更复杂的生物体中，构成大脑的神经元的数量很容易达到几十亿个。仅人类大脑皮质就包含由1010个数量级别的神经元所连接的1014个突触连接。相比之下，人类基因组中碱基对的数目为3×109。如今，在微观规模上建立人类连接组的主要挑战包括：在当前技术的情况下，数据收集将花费数年；用于标注数据的机器视觉工具尚处于起步阶段，并且不够完善；理论和算法均不容易获得用于分析生成的脑图。为了解决数据收集问题，几个小组正在建立高通量串行电子显微镜（Kasthuri等人，2009； Bock等人，2011）。为了解决机器视觉和图像处理问题，开放连接组计划(Open Connectome Project)就是为此进行算法外包（算法外包）。最后，统计图论是一门新兴学科，正在开发复杂的模式识别和推理工具来解析这些脑图（Goldenberg等人，2009）。
一个“介观尺度”(mesoscale)的连接组对应于数百微米的空间分辨率。 介观尺度的连接组不是尝试绘制每个单个神经元的图，而是尝试捕获由连接数百或数千个单个神经元的局部回路（例如皮层柱）形成的解剖和/或功能不同的神经元群体。 目前，这种规模仍然提出了非常雄心勃勃的技术挑战，并且只能使用侵入性技术或局部规模的超高场核磁共振成像（MRI）在小规模上进行探测。
一个宏观尺度（毫米级分辨率）的连接组试图捕获可以被分解为解剖学上不同的模块（区域，团块或节点）的大脑系统，每个模块具有不同的连通性模式。 介观尺度和宏观尺度的连接组数据库可能比细胞分辨率的数据库更为紧凑，但是它们需要有效的策略来将神经体积精确解剖或功能分割为网络节点（有关复杂性，请参见，例如，Wallace等人，2004） 。

## Eyewire.org
普林斯顿神经和计算机教授承現峻创建了网络游戏eyewire.org （页面存档备份，存于），目的是为了利用众包来创建人类的连接组。它吸引了来自100多个国家/地区的130,000多名玩家。

## 参阅
- 果蝇连接组（英语：Drosophila connectome）
- 神经编码
- 人类连接组计划
- 互相作用组（英语：Interactome）
- 藍腦計畫
- 腦科學計畫

### 项目
- （英文）Human Connectome Project （页面存档备份，存于） -- 《人类连接组计划》是多个研究组的协作项目 (参与小组 （页面存档备份，存于）)
- （英文）The Connectome Project at Harvard （页面存档备份，存于） - 哈佛大学项目
- （英文）NIH Human Connectome Project （页面存档备份，存于） - 美国国立卫生研究院（NIH）五年项目（2009年 - ）的《人类连接组计划》
- （英文）开放连接组计划（Open Connectome Project）